# Marius Villard
Pour les articles homonymes, voir Villard.
Marius Adolphe Villard, né à Valence, le 13 janvier 1843 et mort le 28 octobre 1915 dans la même ville est un historien autodidacte français.

## Biographie
Marius Villard naît le 13 janvier 1843 dans une ancienne famille valentinoise. Il effectue ses études à l’école d’enseignement primaire supérieur, dirigée par des frères et montre déjà un goût pour le travail et l’étude.
Il commence sa vie professionnelle en tant que conducteur des Ponts et Chaussées, chargé des subdivisions de Romans et de Bourg-de-Péage. Un poste de directeur des bureaux du service vicinal de la Drôme lui permet ensuite de revenir habiter à Valence, ville qui lui est chère.
Autodidacte, il commence sa collecte de documents et ses recherches sur des thèmes variés portant sur la Drôme et sur Valence. Il devient membre de la Société d’Archéologie et de Statistique de la Drôme en 1884. Il publie de nombreux articles dans le bulletin de la Société, ainsi que dans le Journal de Valence.
En 1888, il est désigné architecte-voyer de la ville de Valence par le maire Maurice Clerc. La méthode et l’investissement qu’il met à l’ouvrage lui permettent de mener à terme des projets qui lui tiennent à cœur, par exemple la construction de l’abattoir.
Lorsqu’il prend sa retraite en 1907, à l’âge de 64 ans, il est alors sous-ingénieur des ponts et chaussées et architecte-voyer honoraire. Il peut désormais se consacrer entièrement à ses travaux d’érudition et mettre en ordre les nombreux documents collectés durant sa vie professionnelle.
En 1909, il est élu vice-président de la SASD. Ses derniers travaux sont consacrés à la cité valentinoise dans l’Antiquité. Il a publié plusieurs articles à ce sujet dans le bulletin de la Société, lorsqu’il meurt en 1915. La SASD publie l’ensemble des articles sous le titre Valence antique.

## Le fonds Marius Villard
La Médiathèque publique et universitaire de Valence et les Archives départementales de la Drôme conservent le fonds d’archives Marius Villard. Ce fonds, qui provient de plusieurs dons faits au début du XXe siècle, concerne plusieurs domaines :
- Les travaux historiques portent sur l’archéologie, la vie et les personnages politiques, la géologie, la météorologie valentinoise, la Révolution en Drôme,
- L’urbanisme valentinois porte sur les monuments et la vie publique valentinoise
- Les annales valentinoises couvrent la période de 587 av. J.-C.
- Le général Championnet porte sur la vie du général valentinois
- Divers

Marius Villard se définissait lui-même comme « l’annaliste valentinois ». D’une grande curiosité, il s’est intéressé à des sujets variés mais, a aussi montré un attachement à la vie locale. Sa place de fonctionnaire à la mairie de Valence a facilité son travail d’érudit local qui le passionnait.
Cette mine d’informations n’a pas uniquement servi de base à ses publications. Il a aussi organisé, relié nombre de documents, et parfois même, établi des tables pour en faciliter l’accès.
Il a ainsi légué un fonds riche sur l’histoire valentinoise, tout particulièrement, sur la période du XIXe siècle, signalé, maintenant, dans un même inventaire.

## Publications
- Le sarcophage de St Félix/Marius Villard Paris : E. Ledoux, 1901.
- Valence-sur-Rhône : Époque Romaine. Monuments de la Renaissance : Contribution à l'Histoire Générale de cette ville/Marius Villard Valence : Céas, 1907.
- Le sépulcre de Justina à Valence/Marius Villard Valence : Legrand, 1909.
- Justina/Marius Villard en collaboration avec MM. Beretta et Lacroix. Valence : Céas, 1910.
- Valence Antique/Marius Villard Valence : Céas, 1916.
- Les assignats d’état et les billets de confiance des communes de la Drôme pendant la période révolutionnaire/Marius Villard Valence : Legrand, 1909.
- Météorologie régionale : série chronologique générale de tous les faits recueillis de l'année 299 à l'année 1821/Marius Villard Valence : Céas, 1889.
- Météorologie de Valence-sur-Rhône/Marius Villard Valence : Céas, 1904.
- L'Oppidum du Plan-de-Baix, les gorges d'Omblèze/Marius Villard, en collaboration avec E. Mellier.  Valence : Céas, 1907. In La vallée de la Gervanne. Léoncel ;  Les gorges d'Omblèze ;  La montagne d'Anse de A. Lacroix, J. Chevalier, G. Sayn.
- Quelques lettres inédites de Désiré Bancel/Marius Villard Valence : Legrand 1901.
- Les Valentinois morts pour la Patrie/Marius Villard Grenoble : Librairie Dauphinoise, 1902.
- Valence en 1517 : Relation du voyage du cardinal d’Aragon. Contribution à l’histoire générale de cette ville/Marius Villard Valence : Céas, 1914.
- Annales valentinoises : - 587 + 1800/Marius Villard Valence : Teysser, 1892.
- Nouvelle étude critique sur Championnet/Marius Villard, en collaboration avec M. Tavenas. Valence : Céas, 1904.
- Le couronnement de la vierge, tableau au musée de Valence/Marius Villard Valence : Céas, 1912.
- Rapport sur le service des eaux d’Avignon/Marius Villard Valence : Ducros, 1896.
- Brève histoire de Valence-sur-Rhône ; monuments, points remarquables, etc., avec de nombreuses illustrations. Publiée à l’occasion des fêtes du centenaire de la fanfare de Valence/Marius Villard. Valence : Ducros et Lombard, 1909.
- Nécrologies de Mgr Bellet et de Johannis Rey. Bulletin de la Société d’Archéologie et de Statistique de la Drôme. Tome cinquantième. 1916